# Blue and Sentimental
Blue and Sentimental ist ein Jazz-Album von Ike Quebec, aufgenommen von Rudy Van Gelder in Englewood Cliffs, New Jersey am 16. und 23. Dezember 1961 und veröffentlicht 1962 auf Blue Note Records.

## Das Album
Das Jahr 1962 war für das Blue Note-Label nicht nur der Auftakt für Newcomer wie Freddie Hubbard, Grant Green oder Stanley Turrentine, schrieb der Kritiker Ira Gitler in den Liner Notes des Original-Albums, sondern auch das Comeback von Veteranen der 1940er Jahre wie Dexter Gordon (Doin' Alright), Leo Parker und nicht zuletzt von Ike Quebec. Der Tenorsaxophonist hatte seit Mitte der 1940er Jahre nicht mehr für Alfred Lions Label aufgenommen, blieb ihm aber in den 1950er Jahren als A&R und Talentscout verbunden.
Schließlich ließ ihn Lion 1959/69 einige 45er-Singles für den boomenden Soul-Jazz-Markt aufnehmen; 1961 folgte das Album Heavy Soul mit dem Organisten Freddie Roach und dem Bassisten Milt Hinton, einem Freund aus der gemeinsamen Zeit bei Cab Calloway. Den Durchbruch verschaffte ihm jedoch erst das in zwei Sessions im Dezember 1961 aufgenommene Blue and Sentimental, das schließlich – besonders durch das Titelstück – zu Ike Quebecs erfolgreichstem Album überhaupt werden sollte. Dies konnte der Saxophonist allerdings kaum noch erleben; Quebec starb am 16. Januar 1963 an Lungenkrebs.
Für das Album, das die erste Blue Note-Produktion in Rudy Van Gelders neuem Studio in Englewood Cliffs war, wurde die Besetzung seiner Band komplett ausgetauscht; statt der Orgel kam hier die Gitarre hinzu, die von dem Blue Note-Jungstar Grant Green gespielt wurde, der viel solistischen Freiraum bekam. Die Rhythmusgruppe bildeten zwei Musiker aus der damaligen Miles-Davis-Band, der Bassist Paul Chambers und der Schlagzeuger Philly Joe Jones.

Ike Quebec, der 1954 in einem Interview mit Leonard Feather Coleman Hawkins, Ben Webster und Stan Getz als seine Lieblingsmusiker bezeichnete, wählte für die Dezember-Session mit Green ein Balladen- und Standards-Programm aus, dass seine Nähe vor allem zu Hawkins und Webster offenbart, aber auch Einflüsse von Sonny Rollins oder Gene Ammons zeigte, so Ira Gitler. Quebec spielte hier ein Programm aus drei Balladen mit dem Titelstück „Blue and Sentimental“, das Count Basie 1939 schrieb, der damals selten gespielte Ballade aus der Swingära der 40er „Don't Take Your Love from Me“ und „Count Every Star“.

Des Weiteren spielte das Quartett den von Grant Green beigesteuerten Blues „Blues for Charlie“, seine Verbeugung vor seinem großen Vorbild Charlie Christian und Quebecs auf einem einfachen Riff aufgebauten Titel „Minor Impulse“, der im mittleren Tempo gehalten ist.

Eine weitere Komposition von Quebec war „Like“, ein „lebendiger Swinger“ „mit einem Straight-Ahead-Spiel, das stark von Chambers und Jones angetrieben wird.“

Bei der Session vom 16. Dezember entstanden noch zwei weitere Coverversionen von Standards, Harold Arlens „That Old Black Magic“ und Cole Porters „It's All Right with Me“, die aber in der Original-LP (BLP 4098) keine Verwendung fanden und erst auf der CD-Edition erschienen.

## Rezeption des Albums
Der All Music Guide bewertete Blue and Sentimental mit der Höchstnote; das Comeback-Album von 1962 sei so etwas „wie sein Markenzeichen geworden, eine großartige sinnenfreudige Stimmung, in der sich fröhliche Blues-Nummern mit schmerzhaft romantischen Balladen abwechseln“. Daran herrsche zwar auch bei den anderen Blue Notes-Sessions von Ike Quebec kein Mangel, „unter diesen sei jedoch Blue and Sentimental das perfekteste Album. Quebec trete als Meister für Stimmung und Atmosphäre in Erscheinung; hinzu kommt, das Quebecs zärtlicher Tenorklang durch die sparsame Begleitung ohne Einsatz eines Pianos größeren Raum erhält. Grant Greens Solos seien von wunderbarem Geschmack und Eleganz“. Seine Wiedergabe des Count Basie-Titelstücks sei ein Klassiker, und der andere Standard „Don't Take Your Love From Me“ sei von ähnlich melancholischer Stimmung. Durchgehend bleibe „Quebec der exemplarische Verführer, der auf eindrucksvolle Weise immer die richtige Balance zwischen sophistication und Urtümlichkeit, zwischen Zuversicht und Verwundbarkeit finde. Blue and Sentimental sei ein stilles, leider völlig unterbewertetes Meisterwerk.“
Richard Cook und Brian Morton bezeichnen in ihrem Penguin Guide to Jazz Ike Quebec als Spieler „mit einem schönen, geschmeidigen Ton und einem angeborenen melodischem Gefühl, der Standards mit einer Unkompliziertheit und ohne Überheblichkeit abhandele, die erfrischend und fast therapeutisch zu nennen ist“; Blue and Sentimental sei eine „ausgezeichnete Stelle (sich mit seinem Werk) zu beschäftigen“.
Brian Priestley, für den Ike Quebec ein Bindeglied zwischen dem Mainstream Jazz der 50er und dem damals entstehenden Soul-Jazz der frühen 60er war, bezeichnete Blue and Sentimental als „das maßgebliche Werk des Saxophonisten, es reiche, jeden Hörer für ihn zu gewinnen“.

## Die Titel
- Ike Quebec – Blue And Sentimental (Blue Note BLP 4098, BST 84098, CDP 7 84098-2)

1. Blue and Sentimental (Basie/Livingstone/Daniel) -7:26
2. Minor Impulse (Quebec) – 6:33
3. Don't Take Your Love From Me (Henry Nemo) – 7:02
4. Blues For Charlie (g. Green) – 6:47
5. Like (Quebec) – 5:19
6. That Old Magic (H. Arlen/Johnny Mercer) – 4:50 [bonus track]
7. It's All Right With Me (Porter) – 6:03 [bonus track]
8. Count Every Star (B. Coquatrix/S. Gallop) – 6:16

Die Cover-Gestaltung und das Coverfoto stammt von Reid Miles.

## Die Sessions
- Ike Quebec Quartet – Ike Quebec, Grant Green, Paul Chambers, Philly Joe Jones (d)

– Rudy Van Gelder Studio, Englewood Cliffs, NJ, 16. Dezember 1961

tk.3 – Like

tk.4 – Don't Take Your Love From Me

tk.15 – Minor Impulse

tk.17 – Blues For Charlie

tk.22 – That Old Magic 

tk.26 – It's All Right With Me

tk.28 – Blue And Sentimental
- Grant Green Quartet w. Ike Quebec – Ike Quebec, Sonny Clark, Grant Green, Sam Jones, Louis Hayes

– Rudy Van Gelder Studio, Englewood Cliffs, NJ, 23. Dezember 1961

tk. 24 – Count Every Star